# 1706 a tudományban
Az 1706. év a tudományban és a technikában.

## Matematika
- John Machin kifejlesztett egy eljárást, mellyel a pí számot 100 jegyig meghatározta.

## Születések
- január 17. - Benjamin Franklin tudós és feltaláló († 1790)
- június 10. - John Dollond optikus († 1761)
- december 17. - Emilie du Chatelet matematikus és fizikus († 1749)